# Svenska mästerskapen i landsvägscykling 2024
Svenska mästerskapen i landsvägscykling 2024 bestod av ett linje-SM och ett tempo-SM som arrangerades mellan den 17 och 23 juni 2024 i Linköping.

## Medaljörer

### Damer
| Gren                        | Guld                            | Silver                          | Brons                      |
| Linjelopp – seniorer 122 km | Mika Söderström Stockholm CK    | Matilda Frantzich CK Ringen     | Clara Lundmark Norbergs CK |
| Tempolopp – seniorer 31 km  | Lisa Nordén Bauhaus SK          | Ebba Grankvist Falu CK          | Stina Kagevi Södertälje CK |
| Linjelopp – U23 122 km      | Stina Kagevi Södertälje CK      | Ella Wahlström Västerås CK      | Ida Ossiansson Borlänge CK |
| Tempolopp – U23 31 km       | Stina Kagevi Södertälje CK      | Karin Söderqvist Motala AIF CK  | Ella Wahlström Västerås CK |
| Linjelopp – juniorer 61 km  | Elin Ålsjö CK Uni               | Anna Söderqvist Team LeWa Sport | Julia Lindström Åstorps CK |
| Tempolopp – juniorer 21 km  | Anna Söderqvist Team LeWa Sport | Julia Lindström Åstorps CK      | endast två tävlande        |

### Herrar
| Gren                        | Guld                                   | Silver                           | Brons                        |
| Linjelopp – seniorer 183 km | Jacob Eriksson Gånghester CK           | Joel Rydergren CK Hymer          | Gabriel Sandör CK Hymer      |
| Tempolopp – seniorer 31 km  | Jakob Söderqvist Sundsvallscyklisterna | Tobias Ludvigsson IKHP Huskvarna | Jacob Ahlsson Motala AIF CK  |
| Linjelopp – U23 183 km      | Ville Merlöv Motala AIF CK             | David Larsson Motala AIF CK      | Edvin Lovidius Södertälje CK |
| Tempolopp – U23 31 km       | Jakob Söderqvist Sundsvallscyklisterna | Carl Kagevi Södertälje CK        | Edvin Lovidius Södertälje CK |
| Linjelopp – juniorer 122 km | Linus Larsson Staffanstorp CK          | Gustav Nystrand CK Hymer         | Markus Karlsson Alingsås SC  |
| Tempolopp – juniorer 31 km  | Gustav Magnusson Jönköpings CK         | Vilgot Reinhold CK Ringen        | Vilmer Ekman Falu CK         |